# Języki nostratyczne

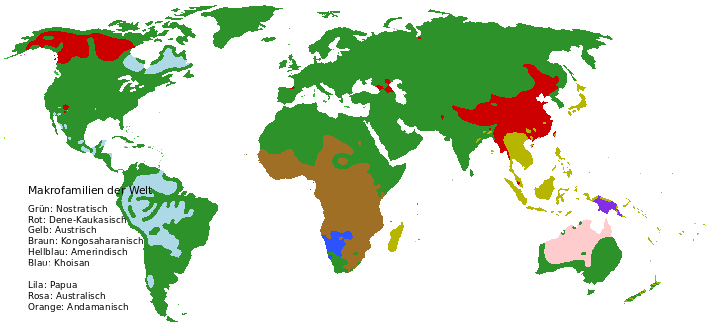
Języki nostratyczne są zaznaczone na zielono

Języki nostratyczne – hipotetyczna makrorodzina językowa zaproponowana przez duńskiego językoznawcę Holgera Pedersena w 1903 roku. W jej skład wchodzi wiele rodzin językowych z Europy, Azji i północnej Afryki, pozostawiając możliwość włączenia potencjalnie wielu pozostałych języków i grup językowych, m.in.: Wschodniej Afryki, Dalekiego Wschodu, Oceanu Spokojnego, Australii i obu Ameryk.
Według różnych językoznawców, w skład makrorodziny nostratycznej mają wchodzić następujące rodziny językowe:
- afroazjatycka
- ajnuska
- ałtajska
- czukocko-kamczacka
- drawidyjska
- elamicka
- eskimo-aleucka
- indoeuropejska
- japońska
- jukagirska
- kartwelska
- koreańska
- niwchijska
- sumeryjska
- tyrreńska
- uralska

Niektórzy zaś dodają następujące języki i grupy językowe:
- nilo-saharyjską
- sino-tybetańską
- austronezyjską
- mon-khmer
- języki na-dene
- pozostałe grupy amerindiańskie
- wymarłe hipotetyczne języki staroeuropejskie, m.in. nieindoeuropejski substrat w językach pragermańskim, praceltyckim, praitalskim itd.
- język baskijski i pokrewne mu wymarłe języki tzw. waskońskie, m.in. akwitański, piktyjski itd.
- języki papuaskie
- języki riukiuańskie
- języki aborygeńskie
- grupę austrycką

Zwolennicy teorii nostratycznej umieszczają w tej grupie przynajmniej rodziny: ałtajską, indoeuropejską i uralską.
Wedle badań Władisława Illicza-Switycza (1934–1966) i Arona Dołgopolskiego z 1989 roku język praindoeuropejski tworzył rodzinę z jeszcze sześcioma innymi językami wywodzącymi się z domniemanego języka nostratycznego, istniejącego 15–20 tys. lat temu prawdopodobnie na Bliskim Wschodzie lub w północno-wschodniej Afryce.

## Rekonstrukcja prajęzyka nostratycznego
Pierwsze teksty nostratyczne tworzył Władisław Illicz-Switycz, przedwcześnie zmarły lingwista rosyjski, jeden z głównych twórców językoznawstwa nostratycznego. W pierwszym tomie słownika nostratycznego (1971), wydawanego pośmiertnie, odnajdujemy taki oto wiersz, który jest zarazem mottem tegoż słownika:
ĶelHä weṭei ʕaĶun kähla,
ķaλai palhə-ķə na wetä,
śa da ʔa-ķə ʔeja ʔälä,
ja-ķo pele ṭuba wete.

### Tłumaczenie polskie
Język – to bród przez rzekę czasu,
on prowadzi nas do domu przodków,
ale tam nie może dojść ten,
który się boi głębokiej wody.